# デルフィニジン
デルフィニジン（delphinidin）は、アントシアニジンの1種であり、多数の植物に含まれている色素の1つでもある。

## 所在
デルフィニジンは植物の色素の1つであり、複数の野菜や果物などに見られる。例えば、スミレ属やデルフィニウム属の花弁の青色を出している色素であり、また、カベルネ・ソーヴィニヨンの原料のブドウの赤紫色を出している色素でもある。これ以外にクランベリーやコンコード (ブドウ)、ザクロにも含まれる。

## 性質
デルフィニジンは植物において、抗酸化物質としての作用も有する。
また、他のほぼ全てのアントシアニジンと同様に、デルフィニジンもpHによって色調が変化する。具体的には、塩基性の溶液中では青色、酸性の溶液中では赤色に色が変わる。

## 配糖体
- ビオルデルフィン（デルフィニジン-3-ルチノシド-7-O-(6-O-(4-(6-O-(4-ヒドロキシベンゾイル)-β-D-グルコシル)オキシベンゾイル)-β-D-グルコシド）は、トリカブトの花弁の青紫色を出している[3]。
- ミルチリン（デルフィニジン-3-O-グルコシド）とツリパニン（デルフィニジン-3-O-ルチノシド）は、クロスグリのポマースに含まれる。